# Denyse Baillargeon
Denyse Baillargeon, née à Verdun en 1954, est une historienne canadienne, spécialiste de l'histoire sociale des femmes, de la famille, de la santé et de la consommation au Québec. Elle a été professeure au département d'histoire de l'Université de Montréal de 1994 jusqu'à sa retraite à la fin de l'année 2018.

## Biographie
Denyse Baillargeon est née le 15 janvier 1954 à Verdun, une agglomération ouvrière intégrée depuis 2002 à la ville de Montréal. Elle est la sœur de Diane Baillargeon, archiviste et directrice de la Division de la gestion des documents et des archives à l’Université de Montréal.
Après avoir terminé en 1981 à l'Université de Montréal un mémoire de maîtrise en histoire portant sur les Ouvriers unis du textile d'Amérique (en) (OUTA), elle poursuit ses études doctorales dans le même établissement universitaire dans le domaine de l'histoire des femmes, en s'intéressant à la contribution économique des ménagères montréalaises à la survie des familles ouvrières au cours de la Grande Dépression. Sa thèse de doctorat, publiée en 1991 aux éditions du remue-ménage sous le titre Ménagères au temps de la crise
, est l’une des premières au Canada à reposer uniquement sur les témoignages oraux.
Denyse Baillargeon devient en 1994 professeure au département d’histoire de l’Université de Montréal, là même où elle a réalisé l'ensemble de ses études supérieures.
Les recherches qu'elle poursuit ensuite en histoire sociale des femmes « contribuent significativement à la légitimation
d’une perspective de genre en histoire sociale », selon la sociologue Hélène Charron. Elle publie des ouvrages et des articles scientifiques marquants, notamment Un Québec en mal d’enfants : la médicalisation de la maternité, 1910-1970 (2004), qui lui mérite le prix Clio - Québec, de la Société historique du Canada, le prix Lionel-Groulx de l'Institut d'histoire de l'Amérique française et le prix Jean-Charles-Falardeau de la Fédération canadienne des sciences humaines.
Sa Brève histoire des femmes au Québec, parue en 2012, se présente comme une mise à jour du premier ouvrage de référence résumant les grandes lignes de l'histoire des femmes québécoises, L'Histoire des femmes au Québec depuis quatre siècles (1982, mise à jour en 1992) écrit par le collectif Clio, formé de Micheline Dumont, Marie Lavigne, Michèle Stanton et Jennifer Stoddart. Repenser la nation : l'histoire du suffrage féminin au Québec, publié en 2019, retrace l'histoire de la lutte pour le droit de vote des femmes, depuis l'époque du Bas-Canada jusqu'au XXe siècle.
Après sa retraite de l'enseignement à la fin de l'année 2018, elle a reçu le titre honorifique de professeure émérite de l'Université de Montréal en 2019,.

## Publications
- Ménagères au temps de la crise, Montréal, Éditions du remue-ménage, 1991 (réédition 1993)  (ISBN 2890911055 et 9782890911055) (publication de sa thèse de doctorat) Traduction anglaise par Yvonne Klein, Making Do. Women, Family and Home in Montreal During the Great Depression, Waterloo, Wilfrid Laurier University Press, 1999

- Un Québec en mal d’enfants : la médicalisation de la maternité, 1910-1970, Montréal, Éditions du remue-ménage, 2004  (ISBN 9782890912182) Traduction anglaise par W. Donald Wilson, Babies for the Nation. The Medicalization of Maternity in Quebec, 1910-1970, Waterloo, Wilfrid Laurier University Press, 2009

- Naître, vivre, grandir. Sainte-Justine, 1907-2007, Montréal, Éditions du Boréal, 2007  (ISBN 978-2-76460-520-2)

- Brève histoire des femmes au Québec, Montréal, Éditions du Boréal, 2012  (ISBN 978-2-76462-205-6) Traduction anglaise par W. Donald Wilson, A Brief History of Women in Quebec, Waterloo, Wilfrid Laurier University Press, 2014  (ISBN 978-1-55458-950-0)

- Repenser la nation : l'histoire du suffrage féminin au Québec, Montréal, Éditions du remue-ménage, 2019  (ISBN 978-2-89091-650-0) Traduction anglaise par Käthe Roth, To Be Equals in Our Own Country : Women and the Vote in Quebec, Vancouver/Toronto, UBC Press, 2019  (ISBN 978-0-77483-848-1)

## Prix et distinctions
- 1997 : Prix Guy-Frégault, Institut d'histoire de l'Amérique française[14] Article récompensé : « Fréquenter les Gouttes de lait. L’expérience des mères montréalaises, 1910-1965 », publié dans la Revue d'histoire de l'Amérique française[15]

- 1998 : Prix Hilda-Neatby - Article en langue française, Société historique du Canada[16] Article récompensé : « Fréquenter les Gouttes de lait. L’expérience des mères montréalaises, 1910-1965 », publié dans la Revue d'histoire de l'Amérique française[15]

- 2005 : Prix Lionel-Groulx, Institut d'histoire de l'Amérique française[8]Œuvre récompensée : Un Québec en mal d’enfants. La médicalisation de la maternité, 1910-1970

- 2005 : Prix Clio - Québec, Société historique du Canada[7] Œuvre récompensée : Un Québec en mal d’enfants. La médicalisation de la maternité, 1910-1970

- 2005-2006 : Prix Jean-Charles-Falardeau, Fédération canadienne des sciences humaines[9] Œuvre récompensée : Un Québec en mal d’enfants. La médicalisation de la maternité, 1910-1970

- 2019 : Prix Hilda-Neatby - Article en langue française, Société historique du Canada[17],[18] Article récompensé : (avec Josette Brun et Estelle Lebel), « "J’vois pas pourquoi j’travaillerais pas" : le travail salarié des femmes mariées à l’émission télévisée Femme d’aujourd’hui (Société Radio-Canada, 1965-1982) », publié dans Recherches féministes[19]

- 2020 : Prix du livre politique (prix de la Présidence de l'Assemblée nationale), Assemblée nationale du Québec[20],[21] Œuvre récompensée : Repenser la nation : l'histoire du suffrage féminin au Québec